# Borgulya András
Borgulya András (Szarvas, 1931. szeptember 15. – Érd, 2005. május 3.) magyar zeneszerző, kottatárvezető, főiskolai tanár.

## Életpályája
1950–1958 között a budapesti Liszt Ferenc Zeneművészeti Főiskola hallgatójaként zeneszerzés szakon Viski János és Szabó Ferenc tanítványa volt. 1958 és 1959 folyamán gyakornok volt a Népművelési Intézetnél. 1959–1963 között a Zeneműkiadó Vállalat szerkesztőjeként dolgozott. Ugyanott 1967–1973 között nyomdai revizor, majd üzemvezető volt. 1974–1986 között a Magyar Állami Operaház Könyv- és Kottatárának vezetője, ezzel egyidejűleg 1976-tól a Liszt Ferenc Zeneművészeti Főiskola zeneelmélet tanára volt.
Mestere, Szabó Ferenc, a Légy jó mindhalálig című operáját maga már nem tudta befejezni. Az operaházi bemutató számára 1975-ben Borgulya András fejezte be a művet, részben a hangszerelést is ő végezte.

## Művei
- Szimfónia (diplomamunka, 1958),
- Concerto breve per violoncello ed orchestra,
- 3 trió, köztük vonóstrió,
- 3 versenymű (gordonkaverseny, brácsaverseny,  zongoraverseny),
- Hajnal hősei (kantáta),
- Szabó Ferenc: Légy jó mindhalálig című operájának kiegészítése, befejezése és hangszerelése,
- Johanna (musical Györe Imre librettójára),
- Áprilisi capriccio,
- Körúti hajnal (vegyeskar Tóth Árpád versére),
- Még nem elég (vegyeskar Váczi Mihály versére)
- kórusok,
- kamaraművek,
- kísérőzenék,
- Szólószonáta (1981),
- tömegdalok (főleg Rossa Ernő illetve Kapuvári Béla verseire
- Lamentatio e Capriccio (1993)

## Díjai, elismerései
- Munkásőrdal és Hálaének című tömegdalaival 1960-ban 2. díjat nyert a "felszabadulás 15. évfordulójára rendezett pályázaton".[3]
- 1981-ben Szólószonáta című műve a Wieniawsky verseny győztese lett.

## Társadalmi szerepvállalása
- A KÓTA elnökségi tagja